# Sparber
Der Sparber ist ein 1502 m ü. A. hoher Berg in der Osterhorngruppe der Salzkammergut-Berge in Österreich.
Er befindet sich auf dem Gemeindegebiet von Strobl am Wolfgangsee und gilt als Berg mit besonders schöner Aussicht. Die Besteigung erfordert allerdings alpine Erfahrung und Trittsicherheit.